# Chuck Israels

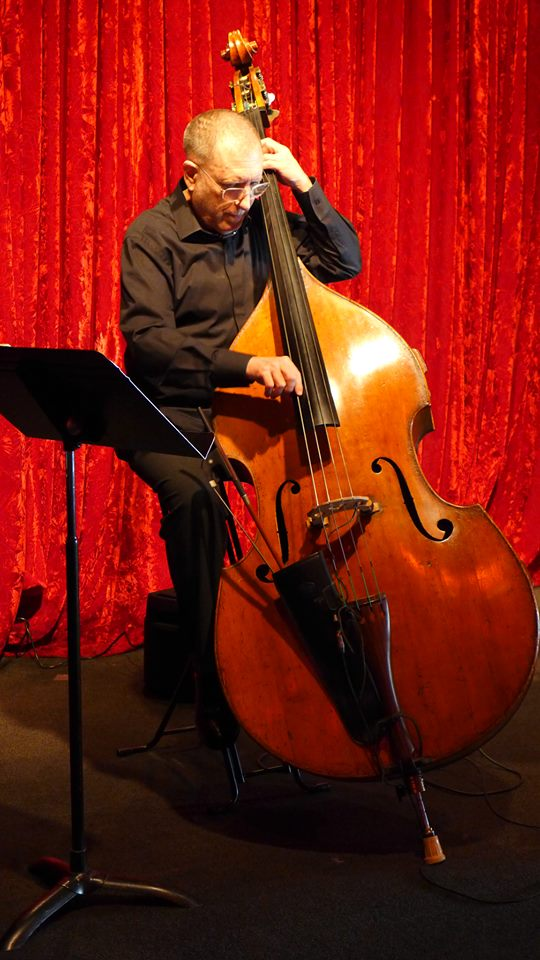
Chuck Israels

Charles H. "Chuck" Israels, född 10 augusti 1936 i New York, är en amerikansk jazzbasist och arrangör. Han har arbetat med musiker som Billie Holiday, Benny Goodman, Coleman Hawkins, Stan Getz, Herbie Hancock, J. J. Johnson, John Coltrane och många andra. Han är kanske mest känd för sitt arbete med Bill Evans Trio mellan 1961 och 1966. Han har varit rektor över jazzstudier på Western Washington University i Bellingham.